# Perpet z Tours
Perpet (Perpetuus) z Tours (zm. 30 grudnia 490 lub 8 kwietnia 491) – ósmy biskup Tours w latach 461-491 opisany przez Apolinarego Sydoniusza i Grzegorza z Tours, święty Kościoła katolickiego.
Perpet szczególnym kultem darzył św. Marcina i temu świętemu poświęcił bazylikę konsekrowaną w 473 roku. W swojej działalności wielką wagę przywiązywał do praktyk postnych, co znalazło odbicie w dokumentach synodu z 461 roku, któremu przewodniczył. W testamencie cały swój majątek przekazał biednym, o których całe życie się troszczył.  
Jego wspomnienie liturgiczne obchodzone jest 8 kwietnia lub 30 grudnia.